# Chydaekata scopula
Chydaekata scopula is een vlokreeftensoort uit de familie van de Paramelitidae. De wetenschappelijke naam van de soort is voor het eerst geldig gepubliceerd in 2000 door Bradbury.